# Límbert Pizarro
Percy Límbert Pizarro Vaca (ur. 16 lipca 1976 w Santa Cruz) – boliwijski piłkarz występujący na pozycji pomocnika. Zawodnik klubu CD San José.

## Kariera klubowa
Pizarro karierę rozpoczynał w 1995 roku w zespole Bolívar. W latach 1996, 1997 oraz 2002 wywalczył z nim mistrzostwo Boliwii, a w 2004 roku mistrzostwo fazy Apertura. W 2005 roku na wypożyczeniu w argentyńskim klubie Tiro Federal z Primera B Nacional. W jego barwach zagrał 3 razy. Potem wrócił do Bolívaru. W trakcie sezonu 2006 odszedł stamtąd do CD San José. W 2007 roku zdobył z nim mistrzostwo Boliwii.

## Kariera reprezentacyjna
W reprezentacji Boliwii Pizarro zadebiutował w 2004 roku. W tym samym roku został powołany do kadry na turniej Copa América. Zagrał na nim w meczach z Peru (2:2), Kolumbią (0:1) oraz Wenezuelą (1:1), a Boliwia odpadła z rozgrywek po fazie grupowej.